# مهدي كامل
مهدي كامل (بالإنجليزية: Mahdi Kamil)؛ مواليد 6 يناير 1995 في العراق، هو لاعب كرة قدم عراقي يلعب لنادي الزوراء العراقي كلاعب وسط.

## إحصائيات
آخر تحديث 30 كانون الأول 2017.
| الفريق                     | عدد المباريات | عدد الأهداف |
| -------------------------- | ------------- | ----------- |
| المنتخب العراقي تحت 20 سنة | 16            | 3           |
| المنتخب العراقي تحت 23 سنة | 28            | 3           |
| المنتخب العراقي            | 36            | 3           |
| المجموع                    | 80            | 9           |

## روابط خارجية
- مهدي كامل على موقع قاعدة بيانات كرة القدم.إي يو (الإنجليزية)
- مهدي كامل على موقع ناشيونال فوتبول تيمز (الإنجليزية)
- مهدي كامل على موقع Soccerway.com (الإنجليزية)
- مهدي كامل على موقع كووورة
- مهدي كامل على موقع أوليمبيديا (الإنجليزية)